# Johan Henric Engelhart
Johan Henric Engelhart, född den 17 oktober 1759 i Göteborg, död den 24 oktober 1832 i Fellingsbro, var en svensk medicinare, universitetslärare och präst. Han var son till Carl Diedric Engelhart och far till Carl Henric Engelhart.
Engelhart promoverades i Lund år 1778 till filosofie doktor. Sedan han år 1780 blivit medicine doktor, företog han en utländsk studieresa, från vilken han återkom 1786. Under tiden hade han blivit befordrad 1782 till extra ordinarie och 1784 till ordinarie adjunkt i medicinska fakulteten i Lund och till anatomie prosektor. År 1787 blev han lektor i medicin och anatomi vid Göteborgs gymnasium samt utnämndes 1788 till professor i praktisk medicin vid Lunds universitet. År 1815 prästvigdes han och tog 1816, då han utnämndes till kyrkoherde i Fellingsbro, avsked från sitt professorsämbete.
I sin krafts dagar var Engelhart en av Lunds universitets mest framstående lärare. Enligt uppgift var han författare till det utlåtande av medicinska fakulteten i Lund rörande orsakerna till kronprinsen Karl Augusts död 1810, vilket utgör ett talande bevis om det höga anseende som universitetets medicinare åtnjöt vid denna tid. Engelhart var förespråkare för en kombination av medicinska och teologiska studier, den så kallade prästmedicinen, vilken under en kort period ansågs vara särskilt värdefull.
Utom åtskilliga akademiska disputationer författade Engelhart Bref från Edinburgh om James Hamiltons samlade rön om nyttan af svettning i vattusot (i "Läkaren och naturforskaren", del 5).